# Ріп'єва (Александровський район)
Ріп'єва (рос. Репьевая) — хутір у Александровському районі Ставропольського краю Російської Федерації.
Муніципальне утворення — Александровський муніципальний округ. Населення становить 35 осіб.

## Історія
Згідно із законом від 4 жовтня 2004 року № 88-КЗ у 2004—2020 роках муніципальним утворенням була Новокавказька сільрада.

## Населення
| 1989 | 2002 | 2010 |
| ---- | ---- | ---- |
| 235  | ↘189 | ↘35  |